# Athanasius Miller
Athanasius Miller OSB (* 22. September 1881 als Max Miller in Wolfartsweiler; † 17. April 1963 in Leutkirch) war ein deutscher Benediktiner und Alttestamentler.

## Leben
Miller besuchte die Schulen des Emmausklosters und der Abtei Seckau. Im September 1901 trat er in Erzabtei Beuron ein. Nach der Profess am 15. Oktober 1902 studierte er Philosophie in der Abtei Maria Laach und Theologie am Päpstlichen Athenaeum Sant’Anselmo in Rom, wo er 1908 zum Doktor der Theologie promoviert wurde.  Am 22. September 1909 wurde er zum Priester geweiht. Anschließend führten ihn weitere Studien nach Straßburg (Studium der orientalischen Sprachen), nach Jerusalem und in den vorderen Orient. In Beuron lehrte er ab 1911 Altes Testament an der Hauslehranstalt und war zugleich Klerikerpräfekt.
Von 1922 bis 1949 lehrte er in Rom am Päpstlichen Athenaeum Sant’Anselmo. Am 8. Mai 1949 ernannte ihn Papst Pius XII. zum Sekretär der Pontificia Commisio de re biblica. Aufgrund fortschreitender Blindheit bat Miller 1962 um Entbindung von dieser Aufgabe, woraufhin er nach Beuron zurückkehrte und im folgenden Jahr 1963 in einem Krankenhaus in Leutkirch starb.

## Schriften (Auswahl)
- Aus den christlichen Museen Roms. Stuttgart 1925.
- Die altrömische Liturgie. Stuttgart 1925.
- Peterskirche und Vatikan. Stuttgart 1925.
- Das Hohe Lied. Bonn 1927, OCLC 781277687.
- Die Psalmen, lateinisch und deutsch. Mit den Cantica des Römischen Breviers und einem Anhang. Freiburg im Breisgau 1937, OCLC 781878493.
- mit Johannes Schildenberger: Die Heilige Schrift des Alten Testamentes. Übersetzt und erklärt. Band 4. Abteilung 3. Die Bücher Tobias, Judith und Esther. Bonn 1941, OCLC 174529155.
- Die 7 Schwaben oder die Reise ins Kloster. Eine abenteuerliche Geschichte. Beuron 2011, ISBN 978-3-87071-251-8.